# Just Married (1998)
Just Married ist ein deutscher Film aus dem Jahr 1998. Regie führte Rudolf Thome.

## Inhalt
Frangipani ist die Tochter des Berliner Kinobesitzers Willi, der in Ruhestand gegangen ist. Sie heiratet Friedrich und verbringt mit ihm ihre Flitterwochen in Italien. Schon während der Reise gibt es erste Probleme zwischen den beiden.
Ein Jahr später sind Frangipani und Friedrich, die mittlerweile eine Tochter bekommen haben, zerstritten. Frangipani ist für den Haushalt verantwortlich und Friedrich hat berufliche Schwierigkeiten.
Ein weiteres Jahr später lässt Frangipani ihren Mann von einem Detektiv beobachten und erfährt, dass er fremdgeht. Zunächst kommt es zum Streit zwischen Frangipani und Friedrich, als aber Willi im Sterben liegt mahnt er die beiden zur Versöhnung. Frangipani betrügt Friedrich ebenfalls mit einem One-Night-Stand und ist danach mit ihm quitt.

## Kritik
„Eine überwiegend illusionslose schwarze Komödie, die den komplexen Sachverhalt von Ehe und Liebe in einer bewußt einfachen Stationendramaturgie skizziert und ihm nur einen kleinen Funken Hoffnung abgewinnt. Thematisch reizvoll, darstellerisch eher unausgeglichen.“